# Думбревень (Горж)
Думбревень, Думбревені (рум. Dumbrăveni) — село у повіті Горж в Румунії. Входить до складу комуни Красна.
Село розташоване на відстані 218 км на захід від Бухареста, 22 км на північний схід від Тиргу-Жіу, 94 км на північ від Крайови.

## Населення
За даними перепису населення 2002 року у селі проживали 645 осіб, усі — румуни. Усі жителі села рідною мовою назвали румунську.